# Tibetobirmanische Sprachen

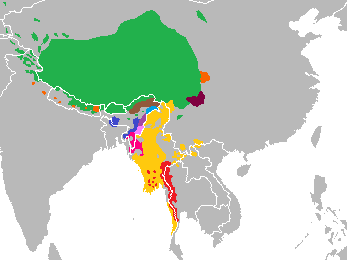
Heutige Verbreitung der tibetobirmanischen Sprachen.

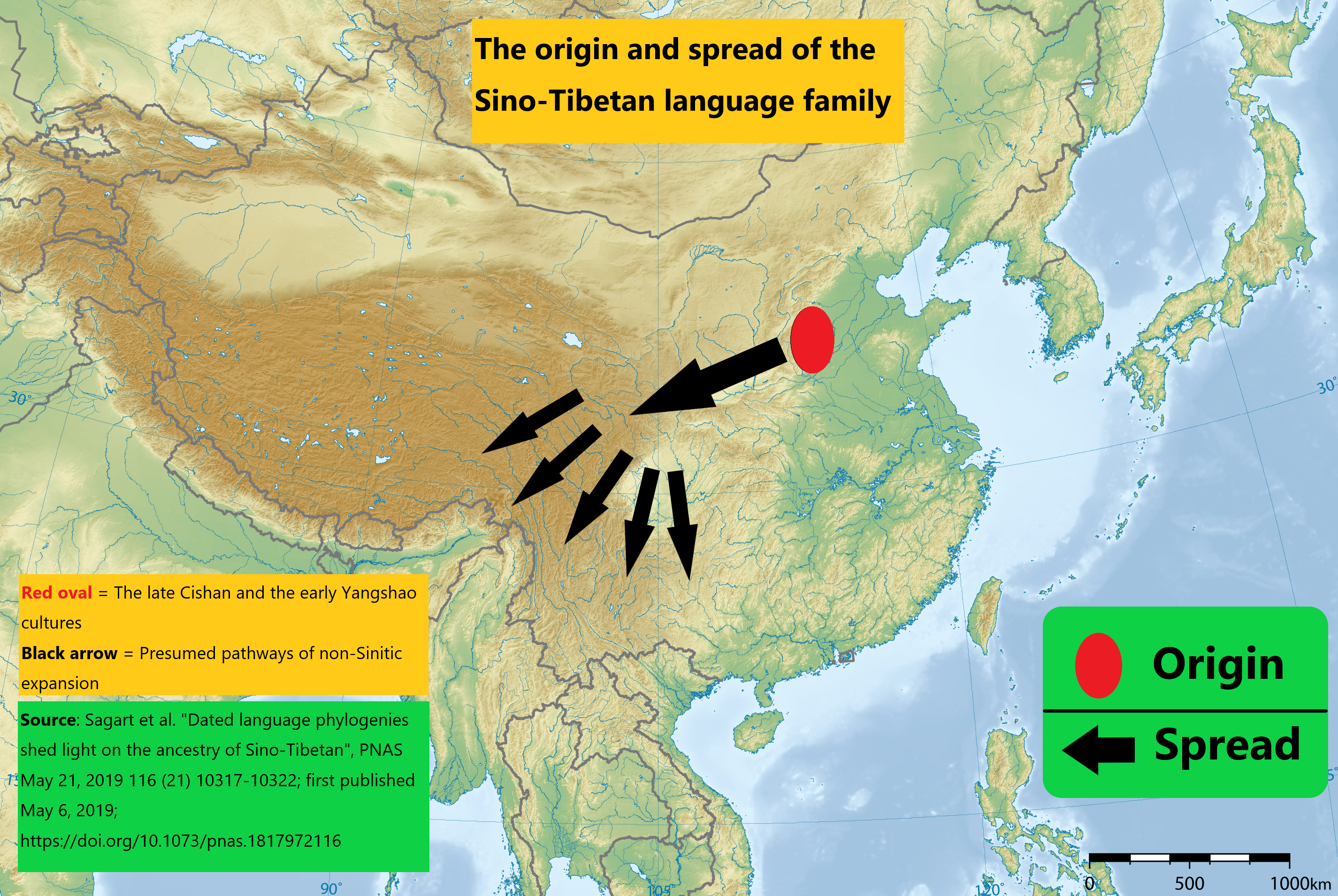
Eine Hypothese über Ursprung und Verbreitung der Sinotibetische Sprachen. Rotes Oval ist die späte Cishan- und die frühe Yangshao-Kultur. Schwarzer Pfeil ist der vermutete Pfad der nicht-sinitischen Expansion. Nachdem die linguistisch vergleichende Methode auf die von Laurent Sagart im Jahr 2019 entwickelte Datenbank mit vergleichenden linguistischen Daten angewendet wurde, um Lautkorrespondenzen zu identifizieren und Kognaten zu ermitteln, werden phylogenetische Methoden verwendet, um Beziehungen zwischen diesen Sprachen abzuleiten und das Alter ihrer Herkunft und ihres Heimatlandes zu schätzen.

Die tibetobirmanischen Sprachen stellen einen der beiden Hauptzweige der sinotibetischen Sprachfamilie dar, der andere Zweig sind die chinesischen oder sinitischen Sprachen. Die etwa 330 tibetobirmanischen Sprachen werden in Südchina, dem Himalayagebiet und Südostasien von zusammen knapp 70 Millionen Menschen gesprochen.
Die mit Abstand sprecherreichste tibetobirmanische Sprache ist das Birmanische mit ungefähr 35 Millionen Muttersprachlern und weiteren 15 Mio. Zweitsprechern in Birma.

## Hauptsprachen
Folgende tibetobirmanische Sprachen haben mindestens eine Million Sprecher:
- Birmanische Sprache (Burmesisch): 35 Mio. Sprecher; mit Zweitsprechern 50 Mio. / Myanmar (Birma)
- Tibetisch: 6 Mio.; mit anderen tibetischen Dialekten über 8 Mio. Sprecher[2]
- Yi (Yipho): 4,2 Mio. / Süd-China
- Sgaw (Sgo): 2 Mio. / Birma: Karenstaat
- Rakhain (Arakanesisch): 2 Mio. / Birma: Arakan
- Meithei (Manipuri): 1,3 Mio. / Indien: Manipur, Assam, Nagaland
- Pwo (Pho): 1,3 Mio. / Birma: Karenstaat
- Tamang: 1,3 Mio. / Nepal: Kathmandu-Tal
- Bai (Minchia): 1,3 Mio. / China: Yunnan
- Yangbye: 1 Mio. / Birma

Der Artikel enthält im Anhang eine Tabelle mit allen tibetobirmanischen Sprachen, die mindestens 500.000 Sprecher haben. Der angegebene Weblink enthält sämtliche tibetobirmanische Sprachen mit Klassifikation und Sprecherzahl.

## Klassifikation

### Stand der Klassifikation
Die interne Klassifikation der etwa 330 tibetobirmanischen Sprachen kann heute keineswegs als gesichert gelten. Zwar hat sich die Forschung auf eine Reihe kleinerer genetischer Einheiten einigen können – darunter Tibetisch, Kiranti, Tani, Bodo-Koch, Karenisch, Jingpho-Sak, Kuki-Chin und Birmanisch –, jedoch konnte die Frage nach mittleren und größeren Untergruppen, die diese kleineren Einheiten zusammenfassen, bisher nicht konsensfähig geklärt werden. Die Gründe sind fehlende Detailforschungen, Grammatiken und Lexika bei vielen tibetobirmanischen Einzelsprachen, intensive wechselseitige areale Beeinflussungen, die die genetischen Zusammenhänge verdunkeln, und die große Anzahl der zu vergleichenden Sprachen.
Während Matisoff 2003 die Zusammenfassung recht großer Einheiten „wagt“, tendiert van Driem 2001 zum anderen Extrem: er gliedert das Tibetobirmanische in viele kleine Untergruppen und macht nur vage Angaben über umfassendere Verwandtschaftsverhältnisse. Einen mittleren Weg geht Thurgood 2003. Die Darstellung des vorliegenden Artikels basiert – was die Zwischeneinheiten angeht – vor allem auf Thurgood, für die Detailgliederung auf dem umfangreichen Werk van Driem 2001, in dem sämtliche inzwischen bekannten tibetobirmanischen Sprachen und ihre engeren Verwandtschaftsverhältnisse behandelt werden. Insgesamt ergibt sich eine relativ kleinteilige Gliederung des Tibetobirmanischen in genetisch gesicherte Einheiten.

### Interne Gliederung
Auf Grund der angeführten aktuellen Forschungslage lässt sich die folgende interne Gliederung des Tibetobirmanischen begründen, wenn auch noch nicht über alle Untereinheiten ein vollständiger Konsens erzielt wurde:
Interne Gliederung des Tibetobirmanischen
- Tibetobirmanisch
  - Bodisch mit Tibetisch, Tamang-Ghale, Tshangla, Takpa, Dhimal-Toto
  - Westhimalayisch
  - Mahakiranti mit Kiranti, Newari-Thangmi, Magar-Chepang
  - Nord-Assam mit Tani (Abor-Miri-Dafla), Khowa-Sulung, Mijuisch (Deng), Idu-Digaru
  - Hrusisch
  - Bodo-Konyak-Jingpho mit Bodo-Koch (Barisch), Konyak (Nord-Naga), Jingpho-Sak (Kachin-Luisch)
  - Kuki-Chin-Naga mit Mizo-Kuki-Chin, Ao, Angami-Pochuri, Zeme, Tangkhul, Meithei (Manipuri), Karbi (Mikir)
  - Qiang-Gyalrong mit Xixia-Qiang und Gyalrong
  - Nungisch
  - Karenisch
  - Lolo-Birmanisch mit Lolo (Yipho) und Birmanisch
  - Einzelsprachen: Pyu †, Dura †, Koro, Lepcha, Mru, Naxi, Tujia, Bai

### Statistische und geographische Daten
Die folgende Tabelle gibt eine statistische und geographische Übersicht über die Untereinheiten des Tibetobirmanischen. Die Daten beruhen auf dem unten angegebenen Weblink „Klassifikation der sinotibetischen Sprachen“. Die Anzahl der Sprachen ist deutlich niedriger als in Ethnologue, da Ethnologue – entgegen der mehrheitlichen Forschungsmeinung – viele Dialekte zu eigenständigen Sprachen erklärt. Die hier verwendeten Daten (Anzahl der Sprachen, Sprecherzahlen) basieren vor allem auf der detaillierten Darstellung in van Driem 2001.
Die Untereinheiten des Tibetobirmanischen
mit Anzahl der Sprachen und Sprecher und ihren Hauptverbreitungsgebieten
| Spracheinheit       | Alternat. Name   | Anzahl Sprachen | Anzahl Sprecher | Hauptverbreitungsgebiet                             |
| ------------------- | ---------------- | --------------- | --------------- | --------------------------------------------------- |
| TIBETOBIRMANISCH    |                  | 332             | 68 Mio.         | Himalaya, Süd-China, Südostasien                    |
| Bodisch             | Tibetisch i.w.S. | 64              | 8 Mio.          | Tibet, Nord-Indien, Pakistan, Nepal, Bhutan         |
| Tibetisch           |                  | 51              | 6 Mio.          | Tibet, Nord-Indien, Pakistan, Nepal, Bhutan         |
| Tamang-Ghale        |                  | 9               | 1,2 Mio.        | Nepal                                               |
| Tshangla            |                  | 1               | 150 Tsd.        | Bhutan                                              |
| Takpa               | Moinba           | 1               | 80 Tsd.         | Indien: Westspitze Arunachal / Tibet                |
| Dhimal-Toto         |                  | 2               | 35 Tsd.         | Nepal: Terai, Indien: West-Bengali                  |
| Westhimalayisch     |                  | 14              | 110 Tsd.        | Nord-Indien: Kumaon, Lahul, Kinnaur; West-Tibet     |
| Mahakiranti         | Himalayisch      | 40              | 2,2 Mio.        | Nepal                                               |
| Kiranti             |                  | 32              | 500 Tsd.        | Nepal (südl. des Mount-Everest-Massivs)             |
| Magar-Chepang       |                  | 5               | 700 Tsd.        | Zentral-Nepal                                       |
| Newari-Thangmi      |                  | 3               | 950 Tsd.        | Nepal: Kathmandu-Tal / Gorkha District              |
| Lepcha              | Rong             | 1               | 50 Tsd.         | Indien: Sikkim, Darjeeling; auch Nepal, Bhutan      |
| Dura †              |                  | 1               | †               | Nepal: Lamjung District                             |
| Nord-Assam          | Brahmaputranisch | 32              | 850             | Indien: Arunachal Pradesh, Assam; Bhutan            |
| Tani                | Abor-Miri-Dafla  | 24              | 800 Tsd.        | Indien: Zentral-Arunachal-Pradesh                   |
| Khowa-Sulung        | Kho-Bwa          | 4               | 10 Tsd.         | Indien: Westl. Arunachal Pradesh                    |
| Idu-Digaru          | Nord-Mishmi      | 2               | 30 Tsd.         | Indien: Arunachal Pradesh (Lohit District)          |
| Mijuisch            | Süd-Mishmi       | 2               | 5 Tsd.          | Indien: Arunachal Pradesh (Lohit District)          |
| Hrusisch            |                  | 3               | 7 Tsd.          | Grenzgebiet Indien (Arunachal Pradesh) – Bhutan     |
| Bodo-Konyak-Jingpho |                  | 27              | 3,4 Mio.        | Nordost-Indien, Nepal, Birma, Südchina              |
| Bodo-Koch           | Barisch          | 11              | 2,3 Mio.        | Nordost-Indien: Assam                               |
| Konyak              | Nord-Naga        | 7               | 300 Tsd.        | Indien: Arunachal Pradesh; Nagaland                 |
| Jingpho-Sak         | Kachin-Luisch    | 9               | 800 Tsd.        | Bangladesh, Nordostindien, Nord-Birma, Süd-China    |
| Kuki-Chin-Naga      |                  | 71              | 5,2 Mio.        | Nordost-Indien: Nagaland, Manipur, Assam, Arunachal |
| Mizo-Kuki-Chin      |                  | 41              | 2,3 Mio.        | Nordost-Indien, Bangladesh, Birma                   |
| Ao                  |                  | 9               | 300 Tsd.        | Nordost-Indien: Nagaland                            |
| Angami-Pochuri      |                  | 9               | 430 Tsd.        | Nordost-Indien: Nagaland                            |
| Zeme                |                  | 7               | 150 Tsd.        | Nordost-Indien: Nagaland, Manipur                   |
| Thangkul            |                  | 3               | 150 Tsd.        | Nordost-Indien: Nagaland, Manipur                   |
| Meithei             | Manipuri         | 1               | 1,3 Mio.        | Nordost-Indien: Manipur, Nagaland, Assam            |
| Karbi               | Mikir            | 1               | 500 Tsd.        | Nordostindien: Assam, Arunachal Pradesh             |
| Qiang-Gyalrong      |                  | 15              | 500 Tsd.        | Süd-China: Sichuan                                  |
| Tangut-Qiang        | Xixia-Qiang      | 10              | 250 Tsd.        | Süd-China: Sichuan                                  |
| Gyalrong            | rGyalrong        | 5               | 250 Tsd.        | Süd-China: Sichuan                                  |
| Nungisch            | Dulong           | 4               | 150 Tsd.        | Süd-China, Nord-Birma                               |
| Tujia               |                  | 1               | 200 Tsd.        | Süd-China: Hunan, Hubei, Guizhou                    |
| Bai                 | Minchia          | 1               | 900 Tsd.        | Süd-China: Yunnan                                   |
| Naxi                | Moso             | 1               | 280 Tsd.        | Süd-China: Yunnan, Sichuan                          |
| Karenisch           |                  | 15              | 4,5 Mio.        | Birma, Thailand                                     |
| Lolo-Birmanisch     |                  | 40              | 43 Mio.         | Birma, Laos, Süd-China, Vietnam                     |
| Lolo                | Yipho            | 27              | 7 Mio.          | Süd-China, Birma, Laos, Vietnam                     |
| Birmanisch          |                  | 13              | 36 Mio.         | Birma, Süd-China                                    |
| Mru                 |                  | 1               | 40 Tsd.         | Bangladesh: Chittagong; Birma: Arakan               |
| Pyu †               |                  | 1               | †               | ehemals Nord-Birma                                  |

Die Primärzweige des Tibetobirmanischen sind halbfett gedruckt, dahinter folgen jeweils die Untereinheiten.
Der Artikel Sinotibetische Sprachen enthält eine ausführliche Diskussion über die Gültigkeit der hier dargestellten und weiterer von der Forschung vorgeschlagener Untereinheiten des Tibetobirmanischen.

## Sprachliche Charakteristik des Tibetobirmanischen
Das Tibetobirmanische bildet innerhalb des Sinotibetischen eine genetische Einheit. Die tibetobirmanischen Proto-Formen konnten in großem Umfang rekonstruiert werden (Matisoff 2003). Das gemeinsame lexikalische Material ist äußerst umfangreich und wird durch die Erforschung weiterer Sprachen zunehmend zuverlässiger (siehe die Tabelle der Wortgleichungen). Neben dem lexikalischen Material gibt es genügend phonologische und grammatische Gemeinsamkeiten, die die genetische Einheit des Tibetobirmanischen absichern.

### Silbenstruktur und Phoneme
Das Proto-Tibetobirmanische war – wie das Proto-Sinotibetische – eine durchgehend monosyllabische Sprache. Seine Silbenstruktur lässt sich als
(K)-(K)-K(G)V(K)-(s)     (K Konsonant, V Vokal, G Gleitlaut /l,r,j,w/)
rekonstruieren (potentielle Slots sind durch (.) gekennzeichnet). Die ersten beiden Konsonanten sind ursprünglich bedeutungsrelevante „Präfixe“, die eigentliche Wurzel hat die Form K(G)V(K), der Schlusskonsonant muss aus der Gruppe /p,t,k,s,m,n,ŋ,l,r,w,j/ stammen, vokalischer Auslaut ist selten. Der Vokal kann kurz oder lang sein, die Länge ist phonemisch. Zwischen den Präfixkonsonanten und dem Initialkonsonant kann ein schwacher Vokal /ə/ stehen (ein sogenanntes Schwa). Diese ursprüngliche Silbenstruktur ist im klassischen Tibetisch und einigen modernen westtibetischen Sprachen und im Gyalrong belegt (die deswegen für die Rekonstruktion besonders wichtig sind), weniger vollständig im Jingpho und Mizo. Die komplexen Initialcluster sind in vielen Sprachen reduziert worden. Diese Strukturvereinfachung führte offensichtlich häufig zur Ausbildung differenzierender Töne.
Nach Benedict 1972 und Matisoff 2003 bestand das Konsonanteninventar des Proto-Tibetobirmanischen – das vor allem für die Initialkonsonanten der Wurzel im vollen Umfang genutzt wurde – aus folgenden Phonemen:
p, t, k; b, d, g; ts, dz; s, z, h; m, n, ŋ; l, r, w, j.
Als Initialkonsonant der Wortwurzel fanden diese Phoneme in einzelnen Gruppen folgende reguläre Lautentsprechungen:
| Tibetobirm. | Tibet. | Jingpho | Birman. | Garo     | Mizo |
| ----------- | ------ | ------- | ------- | -------- | ---- |
| *p          | p(h)   | p(h), b | p(h)    | p(h), b  | p(h) |
| *t          | t(h)   | t(h), d | t(h)    | t(h), d  | t(h) |
| *k          | k(h)   | k(h), g | k(h)    | k(h), g  | k(h) |
| *b          | b      | b, p(h) | p       | b, p(h)  | b    |
| *d          | d      | d, t(h) | t       | d, t(h)  | d    |
| *g          | g      | g, k(h) | k       | g, k(h)  | k    |
| *ts         | ts(h)  | ts, dz  | ts(h)   | s, ts(h) | s    |
| *dz         | dz     | dz, ts  | ts      | ts(h)    | f    |
| *s          | s      | s       | s       | th       | th   |
| *z          | z      | z       | s       | s        | f    |
| *h          | h      | ø       | h       | ø        | h    |
| *m          | m      | m       | m       | m        | m    |
| *n          | n      | n       | n       | n        | n    |
| *ŋ          | ŋ      | ŋ       | ŋ       | ŋ        | ŋ    |
| *l          | l      | l       | l       | r        | l    |
| *r          | r      | r       | r       | r        | r    |
| *w          | ø      | w       | w       | w        | w    |
| *j          | j      | j       | j       | ts, ds   | z    |

Die alternativen Entsprechungen sind in der Regel sekundär, Aspiration kann unter bestimmten Bedingungen auftreten, sie ist nicht phonemisch. Basis der obigen Tabelle ist Benedict 1972, wo für diese Lautentsprechungen geeignete Wortgleichungen aufgeführt werden.
Das tibetobirmanische Vokalsystem wurde als /a, o, u, i, e/ rekonstruiert. Vokale können in der Protosprache in der Silbenmitte und im Silbenauslaut erscheinen, nicht am Silbenanfang. Allerdings sind andere Vokale als /a/ im Silbenauslaut der Protosprache sehr selten zu finden. Dagegen sind Endungen auf /-Vw/ und /-Vj/ besonders häufig.

### Derivationsmorphologie
Eine klassische relationale Morphologie (also eine systematische morphologische Veränderung der Nomina und Verben mit Kategorien wie Kasus, Numerus, Tempus-Aspekt, Person, Diathese u. a.) hat es nach einhelliger Meinung der Forschung in der Protosprache nicht gegeben. Die heute bei den tibetobirmanischen Sprachen feststellbare relationale Morphologie der Nomina und Verben ist als Innovation zu betrachten, die auf areale Einflüsse benachbarter Sprachen oder auf die Wirkung von Substraten zurückzuführen ist. Infolge sehr unterschiedlicher Einflüsse konnten sich sehr verschiedene morphologische Typen herausbilden.
Mit Sicherheit lassen sich aber Elemente einer Derivationsmorphologie für das Proto-Tibetobirmanische rekonstruieren, deren Reflexe in vielen tibetobirmanischen Sprachen nachzuweisen sind. Dabei handelt es sich um konsonantische Präfixe und Suffixe sowie Anlautalternationen, die die Bedeutung von Verben, aber auch von Nomina modifizieren. Die Existenz gemeinsamer Derivationsaffixe und Anlautalternationen mit identischer oder ähnlicher semantischer Wirkung in fast allen Gruppen des Tibetobirmanischen ist ein starkes Indiz für seine genetische Einheit.

#### s-Präfix
Das s-Präfix hat eine kausative und denominative Funktion, der ursprünglich eine allgemeinere „direktive“ Bedeutung zu Grunde liegt. Beispiele:
- Klass. Tibetisch grib „Schatten“, sgrib- „beschatten, verdunkeln“ (denominativ)
- Klass. Tibetisch gril „Rolle“, sgril- „zusammenrollen“ (denominativ)
- Klass. Tibetisch riŋ- „lang sein“, sriŋ- „verlängern“ (kausativ)
- Jingpho lot „frei sein“, slot „freilassen“ (kausativ)
- Jingpho dam „sich verlaufen“, sɘdam „in die Irre führen“ (kausativ)
- Lepcha nak „gerade sein“, njak < *snak „gerade machen“ (kausativ, Metathese sK > Kj)

In anderen tibetobirmanische Sprachen (z. B. Birmanisch, Lahu, Lolo-Sprachen) ging das s-Präfix verloren, hat aber Veränderungen des Initialkonsonanten oder tonale Differenzierungen bewirkt. Bei schwachen Initialkonsonanten kann aber auch in diesen Sprachen noch ein s-Präfix erkennbar sein, zum Beispiel
- Birmanisch ʔip „schlafen“, sip „einschläfern“
- Birmanisch waŋ „betreten“, swaŋ „hineinbringen“

#### Anlautalternierung
In nahezu allen tibetobirmanischen Sprachen gibt es Paare semantisch verwandter Wörter, die sich lautlich nur darin unterscheiden, dass der Anlautkonsonant stimmlos oder stimmhaft ist. Die stimmlose Variante hat dann in der Regel eine transitive, die stimmhafte eine intransitive Bedeutung. Es gibt die Theorie, dass die Anlautveränderung durch ein ursprüngliches *h-Präfix – einen nicht-syllabischen, pharyngalen Gleitlaut – bewirkt worden sei (Pulleyblank 2000).
Diesen Kontrast gibt es jedoch nicht im Tibetischen. Sowohl intransitive wie auch transitive Verbwurzeln können einen stimmhaften oder einen stimmlosen Anlaut haben, gelegentlich gibt es auch alte stimmlos-stimmhafte intransitive Paare, z. B. sowohl gang als auch ḥkheng, khengs „vollwerden, s. füllen“. Das transitive Gegenstück ist entweder ḥgengs, bkang, dgang, khengs (zu gang) oder skong, bskangs, bskang, skongs (zu kheng, khengs).
Beispiele:
- Bahing kuk „beugen“, guk „gebeugt sein“
- Bodo pheŋ „gerade machen“, beŋ „gerade sein“

#### n-Suffix
Das n-Suffix (auch in der Variante /-m/, im Tibetischen häufig auch /-d/) hat primär eine nominalisierende, manchmal auch eine kollektivierende Funktion. Beispiele:
- Klass. Tibetisch rgyu „s. bewegen“, rgyun „Zusammenhang, Serie, Andauer, Strom“
- Klass. Tibetisch gci „urinieren“, gcin „Urin“
- Klass. Tibetisch rku „stehlen“, rkun-ma „Dieb, Diebstahl“ (Nominalisierung unterstützt durch die Endung -ma)
- Klass. Tibetisch nye „nah (sein)“, gnyen „Verwandter“
- Lepcha zo „essen“, azom „Essen“ (Nominalisierung unterstützt durch anlautendes /a-/)
- Lepcha bu „tragen“, abun „Fahrzeug“
- Proto-Tibetobirmanisch *rmi „Person“, *rmin „Volk“ (kollektivierend)

#### s-Suffix
Auch das s-Suffix hatte im Tibetischen mehrere Funktionen, die aber nicht mehr produktiv sind
1. resultativ bzw. vergangenheitsbildend bei Adjektivalen und Verben
z.B. che „groß werden“, ches „groß geworden sein“
2. als Kollektivbilder (ähnlich dem dt. Ge- in Gebirge), insbesondere noch in Komposita bis ins Alttibetische bewahrt
z.B. rnam „Einheit, Teil“ > rnams als Pluralmorphem,[4] sku „(höfl.) Körper, Person“ + srung „schützen“ > skusrungs „(Kollektiv der) Leibgarde“ eine militärische Spezialeinheit[5]

#### Weitere Derivationssuffixe
Außer den genannten gibt es noch andere für das Tibetobirmanische postulierte Derivationssuffixe, z. B. /-t/, /-j/ und /-k/. Für keines dieser Suffixe lässt sich aber bisher eine befriedigende Funktionsbeschreibung angeben, die zumindest in einigen Einheiten des Sinotibetischen gültig wäre. Für weitere Details wird auf LaPolla (in Thurgood 2003) und Matisoff 2003 verwiesen.

### Gemeinsamer Wortschatz
Die folgenden Wortgleichungen zeigen besonders deutlich die genetische Verwandtschaft der tibetobirmanischen Sprachen. Sie basieren auf Peiros-Starostin 1996, Matisoff 2003 und der unten angegebenen Internet-Datenbank Starostins. Für die Wortauswahl wird die Liste der „stabilen Etymologien“ von Dolgopolsky und einige Wörter aus der Swadesh-Liste zugrunde gelegt, wodurch Lehnwörter und Lautmalereien weitgehend ausgeschlossen sind. Jede Wortgleichung hat Vertreter aus bis zu fünf Sprachen bzw. Spracheinheiten: Klassisches Tibetisch, Klassisches Birmanisch, Jingpho (Kachin), Mizo (Lushai), Lepcha, Proto-Kiranti (Rekonstruktion Starostin) und Proto-Tibetobirmanisch (Matisoff 2003). Die Transkription erfolgt ebenfalls nach Matisoff und der zugrunde gelegten Datenbank.
Tibetobirmanische Wortgleichungen
| Bedeutung  | Klass. Tibet.          | Klass. Birman. | Jingpho (Kachin) | Mizo (Lushai) | Lepcha | Proto- Kiranti | Proto- Tibeto- Birman. |
| ---------- | ---------------------- | -------------- | ---------------- | ------------- | ------ | -------------- | ---------------------- |
| Zunge      | lce                    | hlja           |                  | lei           | li     |                | *lja                   |
| Auge       | mig < dmyig            | mjak           | mjiʔ             | mit           | mik    | *mik           | *mik                   |
| Herz       | snying                 | hnac           |                  | niŋ           |        | *niŋ           | *niŋ                   |
| Ohr        | rna-                   | nah            | na               | kna           | njor   | *nɘ            | *na                    |
| Nase       | sna                    | hua            | naʔ              | hua           |        | *nɘ            | *na:r                  |
| Fuß o. Ä.  | rkaŋ                   | kraŋ           | kraŋ             | keŋ           | kaŋ    |                | *kaŋ                   |
| Hand o. Ä. | lag                    | lak            |                  | lak           | ljok   | *lak           | *lak                   |
| Blut       | khrag                  | swij, swe      | sài              | thi           | (t)vi  | *hi            | *s-hjwɘy               |
| Onkel      | akhu                   | 'uh            | gu               | 'u            | ku     | *ku            | *khu                   |
| Laus       | shig                   |                | ciʔ              | hrik          |        | *srik          | *(s)r(j)ik             |
| Hund       | khyi                   | lhwij          | gui              | 'ui           |        | *khlɘ          | *kwej                  |
| Sonne, Tag | nyi(n)                 | nij            | ʃa-ni            | ni            | nji    | *nɘj           | *nɘj                   |
| Stein      | rdoba                  |                | nluŋ             | luŋ           | luŋ    | *luŋ           | *luŋ                   |
| Fluss      | chubo, gtsangpo, klung | luaij          | lui              | lui           |        |                | *lwij                  |
| Haus       | khyim                  | 'im            | ʃe-kum           | 'in           | khjum  | *kim           | *jim, *jum             |
| Name       | ming                   | miŋ            | mjiŋ             | hmiŋ          |        | *miŋ           | *miŋ                   |
| töten      | gsod                   | sat            | gɘsat            | that          |        | *set           | *sat                   |
| tot        | shi                    | mhaŋ           | maŋ              | maŋ           | mak    |                | *maŋ                   |
| lang       | ringmo                 | paŋ            |                  | pak           |        |                | *pak, *paŋ             |
| kurz       | thung                  | tauŋh          | ge-dun           |               | tan    | *toŋ           | *twan                  |
| zwei       | gnyis                  |                | ŋi               | hni           | nji    | *ni(k)         | *ni(j)                 |
| ich        | nga                    | ŋa             | ŋai              | ŋei           |        |                | *ŋa                    |
| du         | khyod                  | naŋ            | naŋ              | naŋ           |        |                | *naŋ                   |

## Sprachen mit mindestens 500.000 Sprechern
Die folgende Tabelle enthält alle tibetobirmanischen Sprachen mit mindestens 500.000 Sprechern. Angegeben sind die Sprecherzahlen, die Klassifikation und geographische Verbreitung dieser Sprachen. Diese Daten basieren auf dem unten angegebenen Weblink.
Die tibetobirmanische Sprachen mit mindestens 500.000 Sprechern
| Sprache    | Altern. Name    | Sprecher | Klassifizierung | Hauptverbreitungsgebiet                             |
| ---------- | --------------- | -------- | --------------- | --------------------------------------------------- |
| Burmesisch | Birmanisch      | 35 Mio.  | Lolo-Birmanisch | Myanmar (Birma); mit Zweitsprecher 50 Mio.          |
| Yi         | Yipho           | 4,2 Mio. | Lolo-Birmanisch | Süd-China                                           |
| Tibetisch  | Ü-Tsang         | 2 Mio.   | Tibetisch       | Zentral- und Westtibet; mit Amdo und Khams 4,5 Mio. |
| Sgaw       | Sgo             | 2 Mio.   | Karenisch       | Birma: Karenstaat                                   |
| Khams      | Khams-Tibetisch | 1,5 Mio. | Tibetisch       | Tibet: Kham                                         |
| Meithei    | Manipuri        | 1,3 Mio. | Manipuri        | Indien: Manipur, Assam, Nagaland                    |
| Pwo        | Pho             | 1,3 Mio. | Karenisch       | Birma: Karenstaat                                   |
| Rakhain    | Arakanesisch    | 1 Mio.   | Lolo-Birmanisch | Birma: Arakan                                       |
| Tamang     |                 | 1 Mio.   | Tamang-Ghale    | Nepal: Kathmandu-Tal                                |
| Bai        | Min Chia        | 900 Tsd. | ungeklärt       | China: Yunnan                                       |
| Yangbye    | Yanbe           | 800 Tsd. | Lolo-Birmanisch | Birma                                               |
| Amdo       | Amdo-Tibetisch  | 800 Tsd. | Tibetisch       | Tibet: Amdo                                         |
| Kokborok   | Tripuri         | 770 Tsd. | Bodo-Koch       | Indien: Assam                                       |
| Newari     | Nepal Bhasa     | 700 Tsd. | Newari-Thangmi  | Nepal: Kathmandu-Tal                                |
| Hani       | Haw             | 700 Tsd. | Lolo-Birmanisch | Süd-China, Birma, Laos, Vietnam                     |
| Garo       | Mande           | 650 Tsd. | Bodo-Koch       | Indien: Assam                                       |
| Jingpho    | Kachin          | 650 Tsd. | Kachin          | Bangladesh, Nordost-Indien, Nord-Birma, Süd-China   |
| Lisu       | Lisaw           | 650 Tsd. | Lolo-Birmanisch | Süd-China, Birma, Laos                              |
| Bodo       | Bara, Mech      | 600 Tsd. | Bodo-Koch       | Indien: Assam                                       |
| Pa'o       | Taunghtu        | 600 Tsd. | Karenisch       | Birma: Thaung                                       |
| Magar      | Kham-Magar      | 500 Tsd. | Magar-Chepang   | Nepal: mittlerer Westen                             |
| Mizo       | Lushai          | 500 Tsd. | Mizo-Kuki-Chin  | Nordostindien, Birma                                |
| Karbi      | Mikir           | 500 Tsd. | Kuki-Chin-Naga  | Nordostindien: Assam, Arunachal Pradesh             |
| Akha       | Ikaw            | 500 Tsd. | Lolo-Birmanisch | Süd-China, Birma, Laos, Vietnam                     |